# 清少納言 (Fate)
清少納言是《Fate/Grand Order》的女性从者，由Mika Pikazo设计并于2020年的情人节加入迦勒底，声优为菲魯茲·藍。除了因其长相酷似Vtuber而被玩家称为“Vtuber”，加上在实装前官方将其名为“闪光的Archer”，因此也有“闪光的Archer”之称。和蘆屋道滿拥有类似上下级的关系，而面对同为诗人的紫式部却没反应。

## 概念与设计

清少納言的宝具“枕草子·春曙抄”的最后画面。

清少納言是《Fate/Grand Order》的角色之一，于2020年情人节实装，由Mika Pikazo设计。Mika Pikazo在X平台上表示该角色是她“绝对无法独自完成”，并且“突破极限”的设计。对于角色造型，Mika Pikazo表示灵感来源是以该角色是清少纳言来选择的前提会喜欢什么、觉得什么好看来设计。清少納言的性格是以“可爱是件好事”或“有乐趣就能前进”来表达她的乐观精神。由于受到桥本治以80年代女高中生的口吻翻译《枕草子》的影响，因此才会以“令和清少納言”派对女孩的身份登场。对于角色的职介Archer，Mika Pikazo表示由于清少納言给人的印象有“言语能够刺入他人心中”，并指出有一种祭祀仪式在平安时代是通过射放“梓弓”来占卜吉兆或辟邪以及在《万叶集》和《古今和歌集》中“春”常用作“张”的枕词，因此作为Archer是可能的。对于宝具持有“人”和“中立”的特攻，Mika Pikazo表示是为了反映清少纳言和紫式部的性格而刻意设计。清少納言与蘆屋道滿的关系，Mika Pikazo表示某种意义上就像是母子，蘆屋道滿会服从清少納言可以认为是《枕草子》和清少納言是道滿的“河流”的第一滴水。Mika Pikazo对于清少納言释放宝具“枕草子·春曙抄”时由菲魯茲·藍担任配音感到合适。
據配音員菲魯茲．藍在FGO電台的留言，錄音時由於覺得一些對白與女子高中生不符，於是向監督提出意見並被採納，甚至還有一些是即興演出。

## 登场
泳装版清少納言于2021年登场。

### 与紫式部的关系
由于成为英灵前两人并未相见，因此游戏中清少納言对于紫式部没有特别明显的反应，相反地紫式部是清少納言的大粉丝但却不想承认。

### 文化产品
2021年9月30日，于《Fate/Grand Order Arcade》中登场，网络动画《Fate/Grand Order 搞不懂的藤丸立香》的第十二话中亦有登场。

## 反响
在正式实装前角色造型被公布时，因官方为其取名为“闪光的Archer”加上“独特的服装”、“去年是紫式部”等因素造成部分玩家猜测该角色真名可能是“清少納言”。也有部分玩家以“歌舞伎般华丽的服装”猜测角色有可能是“石川五右卫门”或“出云阿国”等日本人物。2020年，成为日本玩家人气投票中排名第四的角色。2023年，Comic Natalie的伊藤舞衣采访《企業傭兵》的作者廣江禮威。廣江禮威认为Archer的清少納言的宝具演出与其他从者有些不同，对于最后的画面感到喜欢。2024年，伊藤舞衣在《Fate/Grand Order》9週年访问編輯Tarareba，Tarareba是《Fate/Grand Order》游戏和清少納言的粉丝。起初角色造型被公布时Tarareba与多数玩家猜测相似，但很快他便否决，但当角色公布真名后Tarareba表示感到惊讶并从椅子上摔下来。Tarareba对于清少纳言的看法是“很有趣”，由于心目中有某种清少纳言的形象因此对于造型很惊讶。
武內崇在2020年的訪談中表示清少納言是設計師和編劇們投入大量精力擴展的角色，因此寶具的呈現非常出色。奈須蘑菇則認為清少納言是當時引領最前沿潮流的人物。

## 外部連結
- Mooncell （页面存档备份，存于）
- FGO ARCADE （页面存档备份，存于）